# Шведсько-норвезька війна (1814)
Шведсько-норвезька війна 1814 року (норв. Den svensk-norske krigen (1814)) також відома як Кампанія проти Норвегії (швед. Fälttåget mot Norge), Війна зі Швецією в 1814 році (норв. Krigen med Sverige 1814) або Норвезька війна за незалежність — короткий військовий конфлікт, що розгорівся внаслідок небажання Норвегії визнавати Кільський мирний договір.

## Передісторія конфлікту
Під час наполеонівських воєн Данія, якій у той час належала Норвегія, волею обставин опинилася на боці Франції і 1807 року уклала з нею союз. Після поразки Наполеона Росія і Швеція в листопаді 1812 року ультимативно запропонували Копенгагену виступити проти Франції. Пропозиція нагадувала вимогу, оскільки згідно з нею передбачалась передача Швеції Норвегії в обмін на території в Північній Німеччині. Данський король відхилив цю вимогу й 1813 року уклав новий дансько-французький союз. Після розгрому Наполеона під Лейпцигом шведська армія в листопаді 1813 року почала воєнні дії проти Данії. Зазнавши ряд поразок, данці змушені були піти на укладення Кільського мирного договору 1814 року, за яким Данія поступалася на користь Швеції Норвегією.

## Причини війни
Коли про підписання Кільського договору довідалися в Норвегії, її намісник принц Крістіан Фредерік (1786–1848) відмовився виконувати його умови. У лютому 1814 року Норвегія проголосила свою незалежність, а Крістіан Фредерік був оголошений регентом. У квітні обрані норвежцями Державні збори прийняли так звану Ейдсвольську конституцію й проголосили принца-регента Крістіана Фредеріка королем країни.

## Хід війни
Улітку 1814 року шведський кронпринц Карл Юхан з армією повернувся до Швеції і став готуватися до норвезького походу. Посередницька місія союзних Швеції держав — Росії, Великої Британії, Австрії і Пруссії — успіху не мала, оскільки шведи вимагали передати їм фортеці в Східній Норвегії й відмовилися визнати Ейдсвольську конституцію.
Військові дії почалися наприкінці липня 1814 року. Норвезька армія була значно меншою за шведську (19 проти 47 тис. чоловік) і набагато гірше озброєною. Окрім того, шведи мали досвід військових дій, і ними командував один з найталановитіших полководців свого часу.
30 липня шведське військо вступило на територію норвезької провінції Смоленене й 4 серпня зайняло фортецю Фредрікстен. Крістіан Фредерік був змушений віддати наказ про відхід норвезької армії на правий берег річки Гломми. Однак у двох сутичках поблизу Лієра й Скоттеруда норвежцям вдалося розбити корпус генерала Гана, і він відступив з великими втратами. На морі, де військові дії розгорнулися ще раніше (28 липня), обставини складалися також несприятливо для Норвегії, оскільки незабаром шведам вдалося заблокувати норвезький флот в Осло-фіорді.
Крістіан Фредерік чудово усвідомлював безглуздість подальшого опору, а Карл Юхан, незважаючи на досягнуті успіхи, не бажав затягувати війну.

## Завершення війни
14 серпня в Моссі між норвежцями й шведами було укладено перемир'я і конвенція, згідно з якою Карл Юхан обіцяв поважати норвезьку конституцію, а норвежці погоджувалися обрати шведського короля на норвезький престол. Остаточне рішення повинен був прийняти надзвичайний Стортинг.
Позачерговий Стортинг зібрався 7 жовтня, і 10 жовтня він прийняв урочисте зречення короля Крістіана Фредеріка. Після переговорів зі шведськими представниками Стортинг 4 листопада прийняв змінену конституцію Норвегії. Військові та зовнішньополітичні повноваження короля були обмежені, однак зовнішня політика об'єднаних королівств цілком відходила у відання шведського міністерства закордонних справ. Король отримав право призначати в Норвегію намісника, який представляв відсутнього монарха. Однак король не міг призначати шведів на посади в Норвегії (крім намісника). Того ж дня Стортинг обрав Карла XIII норвезьким королем. Швеція і Норвегія об'єдналися під владою одного монарха.

## Підсумки війни
Унаслідок війни Швеції вдалося приєднати Норвегію, проте це відбулося не на умовах Кільського договору, а у формі унії. Крім того, Норвегія зуміла зберегти свою конституцію. Ця війна стала останньою донині війною за участю Швеції.